# Bolzenweiler
Bolzenweiler ist ein Wohnplatz der Gemeinde Hüttlingen im Ostalbkreis in Baden-Württemberg.

## Beschreibung
Der Ort ist heute nicht mehr von der Hüttlinger Bebauung getrennt. Westlich verläuft die Bundesstraße 19.
Bolzenweiler liegt am Mittelbach etwa 100 Meter vor dessen Mündung in den Kocher.
Naturräumlich liegt der Ort im Vorland der östlichen Schwäbischen Alb, genauer auf den Goldshöfer Terrassenplatten.

## Geschichte
Bolzenweiler ist auf der Urflurkarte von 1829 nicht eingezeichnet und kommt in der Beschreibung des Oberamts Aalen (1854) nicht vor. Auf der Karte des Deutschen Reiches von 1908 und der Topographischen Karte von Württemberg von 1934 ist der Ort zwar eingezeichnet, jedoch ohne einen Namen.
Heutzutage ist der Ort in die Bebauung von Hüttlingen aufgegangen, der wie der Ort lautende Straßenname erinnert noch an den Wohnplatz.